# Lista över norska filmer från 1940-talet
Detta är en lista över norska filmer från 1940-talet.
- 1940 – Vildmarkens sång
- 1940 – Tante Pose
- 1940 – Godvakker-Maren
- 1940 – Tørres Snørtevold
- 1941 – Gullfjellet
- 1941 – Den kärleken, den kärleken!
- 1941 – Hansen og Hansen
- 1941 – Den forsvundne pølsemaker
- 1942 – Den farlige leken
- 1942 – Nordlandets våghals
- 1942 – Jeg drepte!
- 1942 – Herre med mustasch
- 1942 – Det æ'kke te å tru
- 1943 – Unge viljer
- 1943 – Vigdis
- 1943 – Sangen til livet
- 1943 – Bergen
- 1943 – Den nye lægen
- 1944 – Kommer du, Elsa?
- 1944 – Ti gutter og en gjente
- 1944 – Brudekronen
- 1944 – Villmarkens lov
- 1945 – Kong Haakons VIIs regjeringsjubileum 1945
- 1945 – Rikard Nordraak
- 1946 – Jag var fånge på Grini
- 1946 – På kant med samhället
- 1946 – Englandsfarare
- 1946 – Et spøkelse forelsker seg
- 1946 – Om kjærligheten synger de
- 1946 – Fra London til Lofoten
- 1946 – To liv
- 1947 – Sankt Hans fest
- 1947 – 5 år – som vi så dem
- 1947 – Det grodde fram – Trondheim 1940–1945
- 1948 – Kampen om atombomben
- 1948 – Vi seiler
- 1948 – Trollforsen
- 1948 – Hvor fartøy flyte kan
- 1948 – Dit vindarna bär
- 1948 – Den hemlighetsfulla våningen
- 1949 – Kärlek blir din död
- 1949 – Jorden rundt på to timer
- 1949 – Vi flyger på Rio
- 1949 – Gatpojkar
- 1949 – Svendsen går videre
- 1949 – Tim og Tøffe